# Arrondissement Plaisance

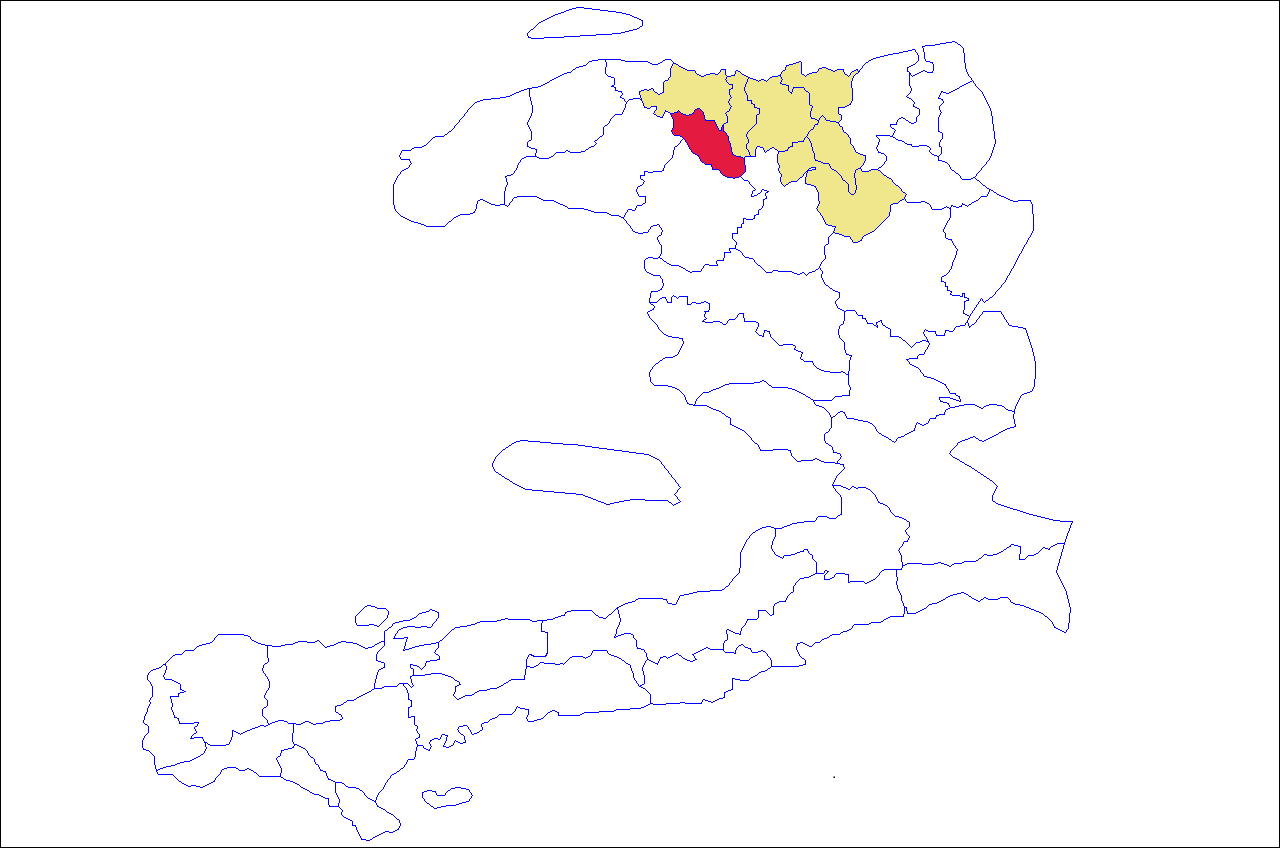
Lage des Arrondissements Plaisance in Haiti und im Département Nord (Haiti)

Das Arrondissement Plaisance (haitianisch-kreolisch: Plezans) ist eine der sieben Verwaltungseinheiten des Départements Nord, Haiti. Hauptort ist Plaisance.

## Lage und Beschreibung
Das Arrondissement liegt im Südwesten des Départements Nord. Es grenzt im Norden an das Arrondissement Port-de-Paix. Ferner benachbart sind im Nordosten das Arrondissement Acul-du-Nord, im Osten das Arrondissement Marmelade, im Süden das Arrondissement Gonaïves sowie im Westen das Arrondissement Gros-Morne.
In dem Arrondissement gibt es zwei Gemeinden:
- Plaisance (rund 69.000 Einwohner) und
- Pilate (rund 54.000 Einwohner).

Das Arrondissement hat rund 123.000 Einwohner (Stand: 2015).
Die Route Nationale 1 (RN-1; Cap-Haitien – Port-au-Prince) verläuft durch das Arrondissement. Im Hauptort Limbé trifft die Route Départementale RD-116 aus Gros-Morne kommend auf die Nationalstraße.